# Boo (chó)
Boo (16 tháng 3 năm 2006 - 18 tháng 1 năm 2019) là một chó Phốc sóc đã trở thành một hiện tượng trên mạng Internet. Được biết đến với bộ lông ngắn, con chó này có một trang Facebook nổi tiếng và là chủ đề của bốn cuốn sách ảnh. Tính đến tháng 3 năm 2016, Boo có hơn 17,5 triệu lượt Thích trên Facebook. Boo thuộc sở hữu của Irene Ahn, một nhân viên của Facebook. Ahn cũng là chủ sở hữu của một con chó khác là anh trai của Boo, Buddy (mất ngày 6 tháng 9 năm 2017).

## Cuộc sống
Boo thuộc về một nhân viên Facebook có trụ sở tại San Francisco, người đã tạo ra một trang Facebook cho chú chó với câu nói "Tên tôi là Boo. Tôi là một con chó. Cuộc sống rất tốt." Boo trở nên nổi tiếng vào tháng 10 năm 2010 sau khi ca sĩ Kesha gửi một tweet rằng cô có bạn trai mới, liên kết đến trang.
Chronicle Books, nhận thấy rằng Boo có 5 triệu người hâm mộ trên Facebook vào thời điểm đó, đã tiếp cận chủ sở hữu để viết một cuốn sách ảnh. Vào tháng 8 năm 2011, Boo: Cuộc đời của chú chó dễ thương nhất thế giới, được viết bởi chủ nhân của nó dưới bút danh J.H. Lee, đã được xuất bản. Cuốn sách cuối cùng đã được xuất bản trong mười ngôn ngữ. Một cuốn sách thứ hai tiếp theo, Boo: Little Dog in the Big City, cũng như một cuốn lịch và kế hoạch cho một cuốn sách cắt ra và những cuốn sách thiếu nhi bổ sung. Hàng hóa ăn theo Boo cũng bao gồm một loại thú nhồi bông.
Ngày 18 tháng 1 năm 2019, cô Irene Ahn, chủ của Boo thông báo Boo đã qua đời trong giấc ngủ vì một cơn đau tim. Trước đó, Boo cũng gặp một số vấn đề về tim khi Buddy, người bạn thân thiết của Boo qua đời ngày 6 tháng 9 năm 2017.

## Xuất hiện trên phương tiện truyền thông
Vào tháng 4 năm 2012, Boo là chủ đề của một trò lừa bịp sau khi #RIPBOO xuất hiện trên Facebook. Tweets theo sau khi nhà văn Gizmodo Sam Biddle tweet rằng Boo đã chết. Sau đó, nhân viên của Chronicle Book đã xác nhận rằng Boo vẫn còn sống và khỏe mạnh.
Vào tháng 7 năm 2012, Boo được đặt tên là Thú cưng Chính thức của Virgin America, trong đó có những bức ảnh của Boo trên máy bay cùng với lời khuyên cho những người đi du lịch với thú cưng.
Mike Isaac của All Things Digital đã công bố chủ sở hữu của Boo là Irene Ahn, một nhân viên của Facebook, vào tháng 8 năm 2012.